# Osaka-ringlijn
De Osaka-ringlijn (大阪環状線,  Ōsaka kanjō-sen, Eng.: Osaka Loop Line) is een spoorlijn in Japan die geëxploiteerd wordt door de West Japan Railway Company. Het is een ringlijn die een cirkel beschrijft, rond het centrum van Osaka.
Op 15 maart 2008 huldigde men een tweede ringlijn in, de Osaka Higashi-lijn, van Hanaten naar Kyūhōji. Eveneens plant men een nieuwe lijn tussen de stations Shigino naar Shin-Osaka. De opening van deze lijn is voorzien voor 2020.

## Treindiensten en spoorgebruik
De lijn heeft twee sporen. Er zijn twee soorten treinen, één die de ringlijn tegen de wijzers in "uchi-mawari" (内回り) afleggen en één die de ringlijn met de klok mee "soto-mawari" (外回り) afleggen. De treinstellen zijn oranje met wit en hebben het logo van JR op de voor– achter- en zijkanten. De meeste treinen hebben acht wagons waarin ongeveer 150 mensen in de daluren tot 250 mensen in de spitsuren kunnen plaatsnemen. De frequentie varieert maar gemiddeld is er een trein elke zeven minuten. 
Naast de ringlijn zelf maken ook andere lijnen gebruik van het traject: de Sakurajima-lijn, Hanwa-lijn, Yamatoji-lijn en de intercity's Haruka en Kuroshio berijden elk een deel van het traject en vervullen derhalve ook een dienst van de ringlijn. De treindienst van de ringlijn zelf bestaat uit stoptreinen.
- Sakurajima-lijn: rijdt vanaf/tot aan Tennōji of Kyōbashi.
- Yamatoji-lijn: rijdt regelmatig vanaf Tennōji tegen de wijzers in om uiteindelijk via hetzelfde station de normale route te vervolgen.
- Hanwa-lijn: rijdt regelmatig vanaf Tennōji tegen de wijzers in om uiteindelijk via hetzelfde station de normale route te vervolgen.
- Haruka en Kuroshio: rijden tegen de wijzers in via Nishikujō en Tennōji.

## Stations
| Station       | Japanse Naam | Afstand tussen de stations | Afstand | Verbindingen | Wijk          |
| ------------- | ------------ | -------------------------- | ------- | --- | ------------- |
| Ōsaka         | 大阪         | -                          | 0,0 km  | JR West: Tōkaidō-lijn (JR Kioto-lijn en de JR Kobe-lijn), Fukuchiyama-lijn (JR Takarazuka-lijn), JR Tozai-lijn (station Kita-Shinchi) Hankyu: Kōbe-lijn, Takarazuka-lijn en de Kioto-lijn (station Umeda) Hanshin: Hanshin-lijn (station Umeda) Metro van Osaka: Midosuji-lijn (station Umeda, M16), Tanimachi-lijn (station Higashi-Umeda, T20), Yotsubashi-lijn (station Nishi-Umeda, Y11) | Kita-ku       |
| Fukushima     | 福島         | 1,0 km                     | 1,0 km  | JR West: JR Tozai-lijn (Station Shin-Fukushima) Hanshin: Hanshin-lijn | Fukushima-ku  |
| Noda          | 野田         | 1,4 km                     | 2,4 km  | Metro van Osaka: Sennichimae-lijn (station Tamagawa) (S12) | Fukushima-ku  |
| Nishikujō     | 西九条       | 1,2 km                     | 3,6 km  | JR West: Sakurajima-lijn (JR Yumesaki-lijn) Hanshin: Namba-lijn | Konohana-ku   |
| Bentenchō     | 弁天町       | 1,6 km                     | 5,2 km  | Metro van Osaka: Chūō-lijn (C13) | Minato-ku     |
| Sakaigawa     | 境川信号場   | 1,0 km                     | 6,2 km  | | Minato-ku     |
| Taishō        | 大正         | 0,8 km                     | 7,0 km  | Metro van Osaka: Nagahori Tsurumi-ryokuchi-lijn (N11) | Taisho-ku     |
| Ashiharabashi | 芦原橋       | 1,2 km                     | 8,2 km  | Nankai: Koya-lijn | Naniwa-ku     |
| Imamiya       | 今宮         | 0,6 km                     | 8,8 km  | JR West: Yamatoji-lijn | Naniwa-ku     |
| Shin-Imamiya  | 新今宮       | 1,2 km                     | 10,0 km | JR West: Yamatoji-lijn Nankai: Nankai-lijn en de Koya-lijn Hankai: Hankai-tramlijn (halte Minamikasumicho) Metro van Osaka: Midosuji-lijn en Sakaisuji-lijn (station Dōbutsen-mae, K19) | Naniwa-ku     |
| Tennōji       | 天王寺       | 1,0 km                     | 11,0 km | JR West: Yamatoji-lijn, Hanwa-lijn Kintetsu: Minami-Ōsaka-lijn (station Ōsaka Abenobashi) Hankai: Uemachi-tramlijn (halte Tennoji-eki-mae) Metro van Osaka: Midosuji-lijn (M23) en de Tanimachi-lijn (T27) | Tennoji-ku    |
| Teradachō     | 寺田町       | 1,0 km                     | 12,0 km | | Tennoji-ku    |
| Momodani      | 桃谷         | 1,2 km                     | 13,2 km | | Tennoji-ku    |
| Tsuruhashi    | 鶴橋         | 0,8 km                     | 14,0 km | Kintetsu: Ōsaka-lijn en de Nara-lijn Metro van Osaka: Sennichimae-lijn (S19) | Tennoji-ku    |
| Tamatsukuri   | 玉造         | 0,9 km                     | 14,9 km | Metro van Osaka: Nagahori Tsurumi-ryokuchi-lijn (N19) | Tennoji-ku    |
| Morinomiya    | 森ノ宮       | 0,9 km                     | 15,8 km | Metro van Osaka: Chūō-lijn (C19) en de Nagahori Tsurumi-ryokuchi-lijn (N20) | Chūō-ku       |
| Ōsakajō-kōen  | 大阪城公園   | 0,9 km                     | 16,7 km | | Joto-ku       |
| Kyōbashi      | 京橋         | 0,8 km                     | 17,5 km | JR West: Katamachi-lijn (Gakkentoshi-lijn), JR Tozai-lijn Keihan: Keihan-lijn Metro van Osaka: Nagahori Tsurumi-ryokuchi-lijn (N22) | Joto-ku       |
| Sakuranomiya  | 桜ノ宮       | 1,8 km                     | 19,3 km | | Miyakojima-ku |
| Temma         | 天満         | 0,8 km                     | 20,1 km | Metro van Osaka: Sakaisuji-lijn (station Ogimachi, K12) | Kita-ku       |
| Ōsaka         | 大阪         | 1,6 km                     | 21,7 km | | Kita-ku       |

Noot: richting tegen de wijzers in